# Keresdrakon
Keresdrakon („drak božstva Kéres“) byl rod pterodaktyloidního ptakoještěra z kladu Tapejaromorpha, který žil v období spodní až svrchní křídy (asi před 125 až 72 miliony let) na území dnešní Brazílie (stát Paraná, lokalita Cruzeiro do Oeste).

## Historie a popis

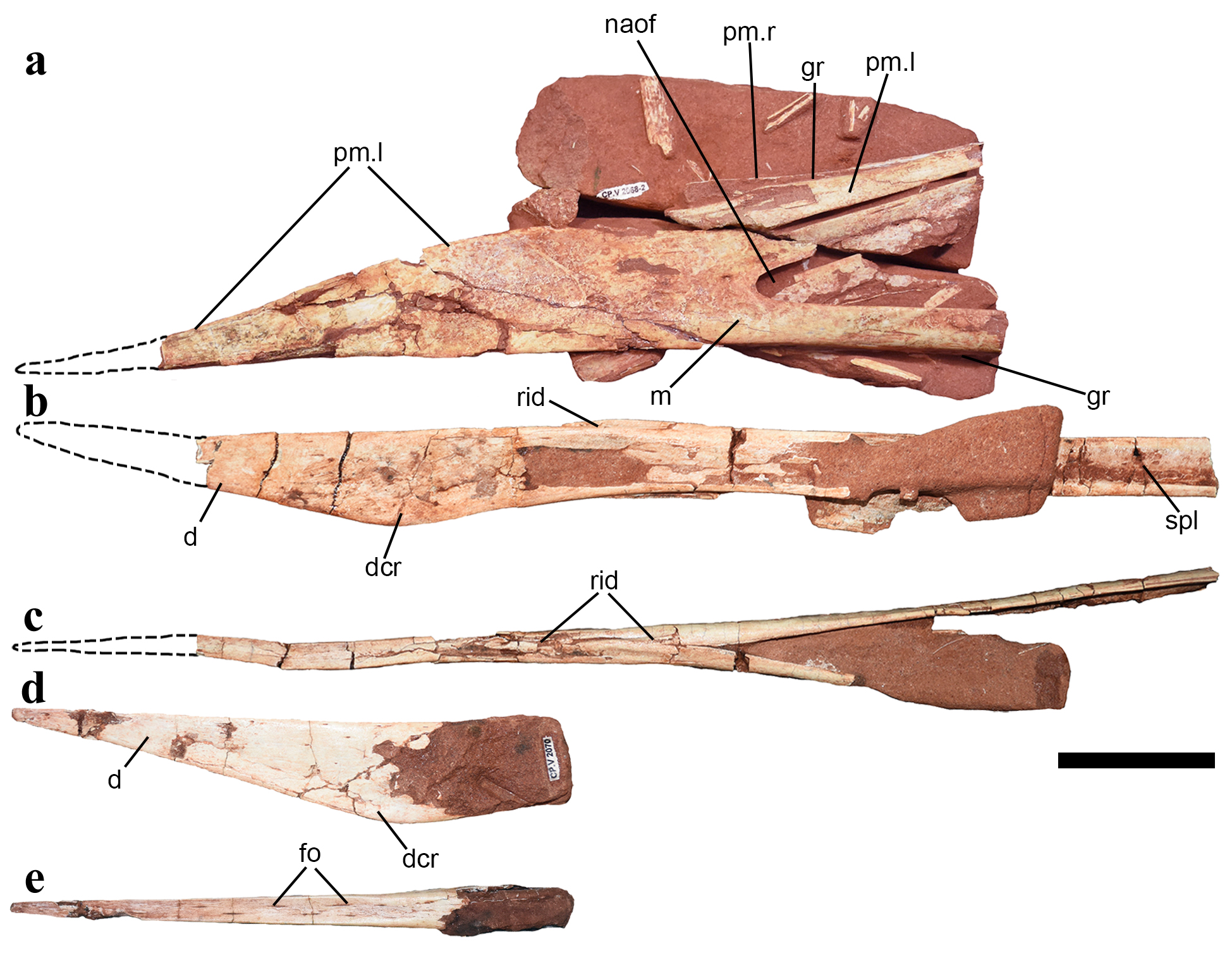
Fragmenty fosilní lebky rodu Keresdragon

Fosilie tohoto ptakoještěra byly objeveny na lokalitě, identifikované poprvé v roce 1971. V roce 2011 byly objeveny četné fosilie ptakoještěrů, zejména rodu Caiuajara (formálně popsaného roku 2014), ale také jiného druhu. Ten byl formálně popsán týmem paleontologů v srpnu roku 2019. Typový a jediný známý druh je Keresdrakon vilsoni. Holotyp (CP.V 2069) má podobu částečně zachované kostry s většinou lebky (s bezzubým zobákem)), patřící subadultnímu jedinci. Fosilie se zachovala trojrozměrně, vykazuje jen minimální kompresi. Stáří souvrství Goio-Erê, ve kterém byly fosilie objeveny, není přesně známé - může pocházet až z aptu nebo také jen z kampánu, což činí rozdíl 50 milionů let.
Ve stejných ekosystémech (na území dávné pouště) žil také teropodní dinosaurus rodu Berthasaura a další ptakoještěr rodu Caiuajara.